# Mabuhay
Mabuhay ist eine philippinische Stadtgemeinde in der Provinz Zamboanga Sibugay. Sie hat 36.870 Einwohner (Zensus 1. August 2015).

## Baranggays
Mabuhay ist politisch in 18 Baranggays unterteilt.
| - Abunda - Bagong Silang - Bangkaw-bangkaw - Caliran - Catipan - Kauswagan - Ligaya - Looc-Barlak - Malinao | - Pamansaan - Pinalim (San Roque) - Poblacion - Punawan - Santo Niño (Caliran) - Sawa - Sioton - Taguisian - Tandu-Comot (Katipunan) |